# Arabischer Schneckenklee
Der Arabische Schneckenklee (Medicago arabica), auch Gefleckter Schneckenklee genannt, ist eine Pflanzenart aus der Gattung Schneckenklee (Medicago) innerhalb der Familie der Hülsenfrüchtler (Fabaceae). Ursprünglich im Mittelmeerraum beheimatet, ist diese Art inzwischen weltweit verbreitet.

## Beschreibung und Ökologie

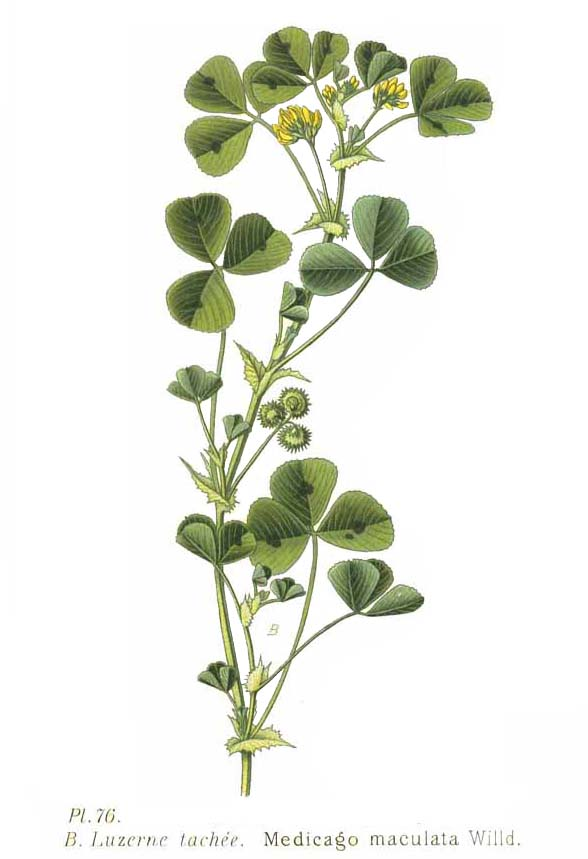
Illustration

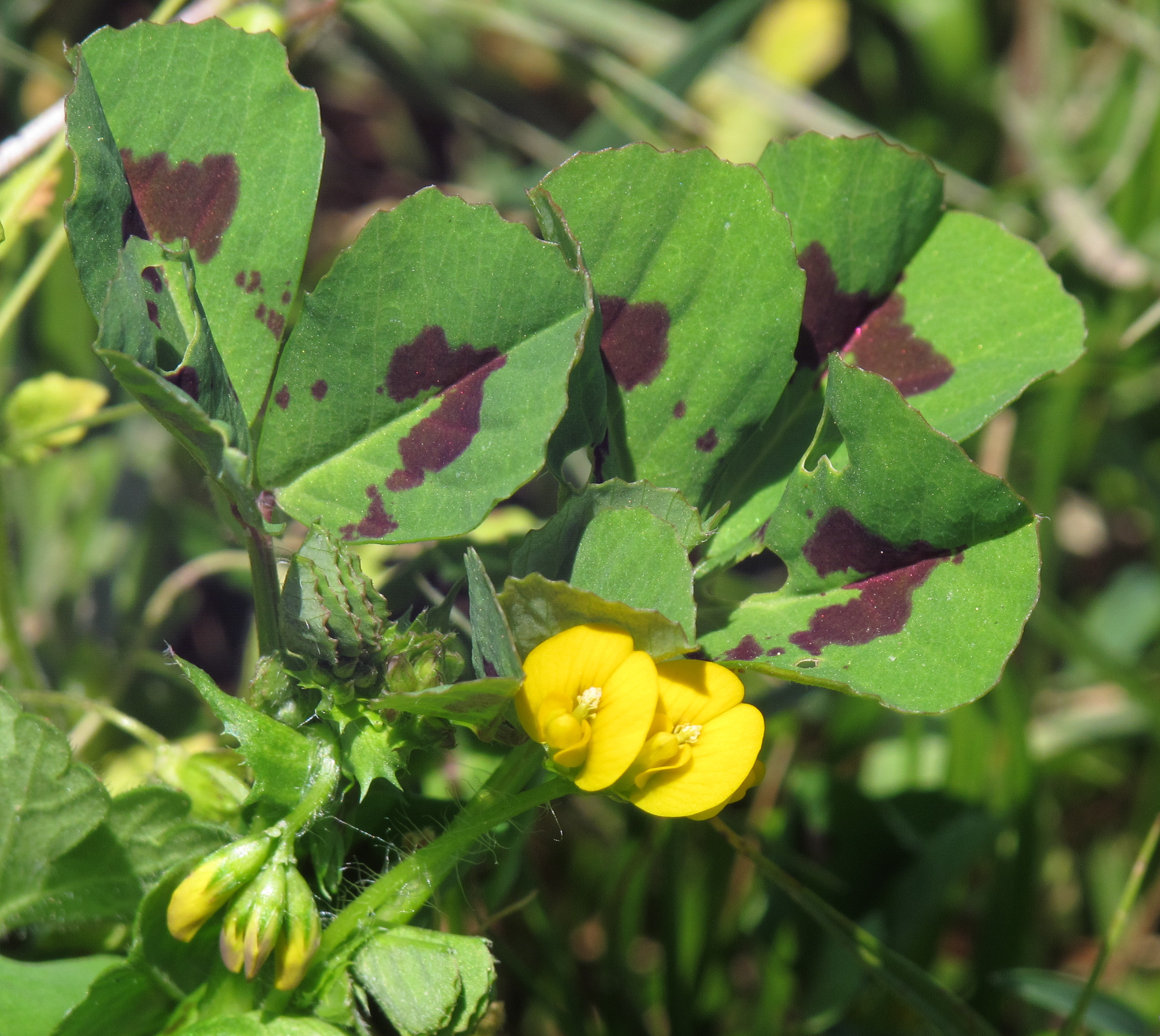
Arabischer Schneckenklee bei Hanau

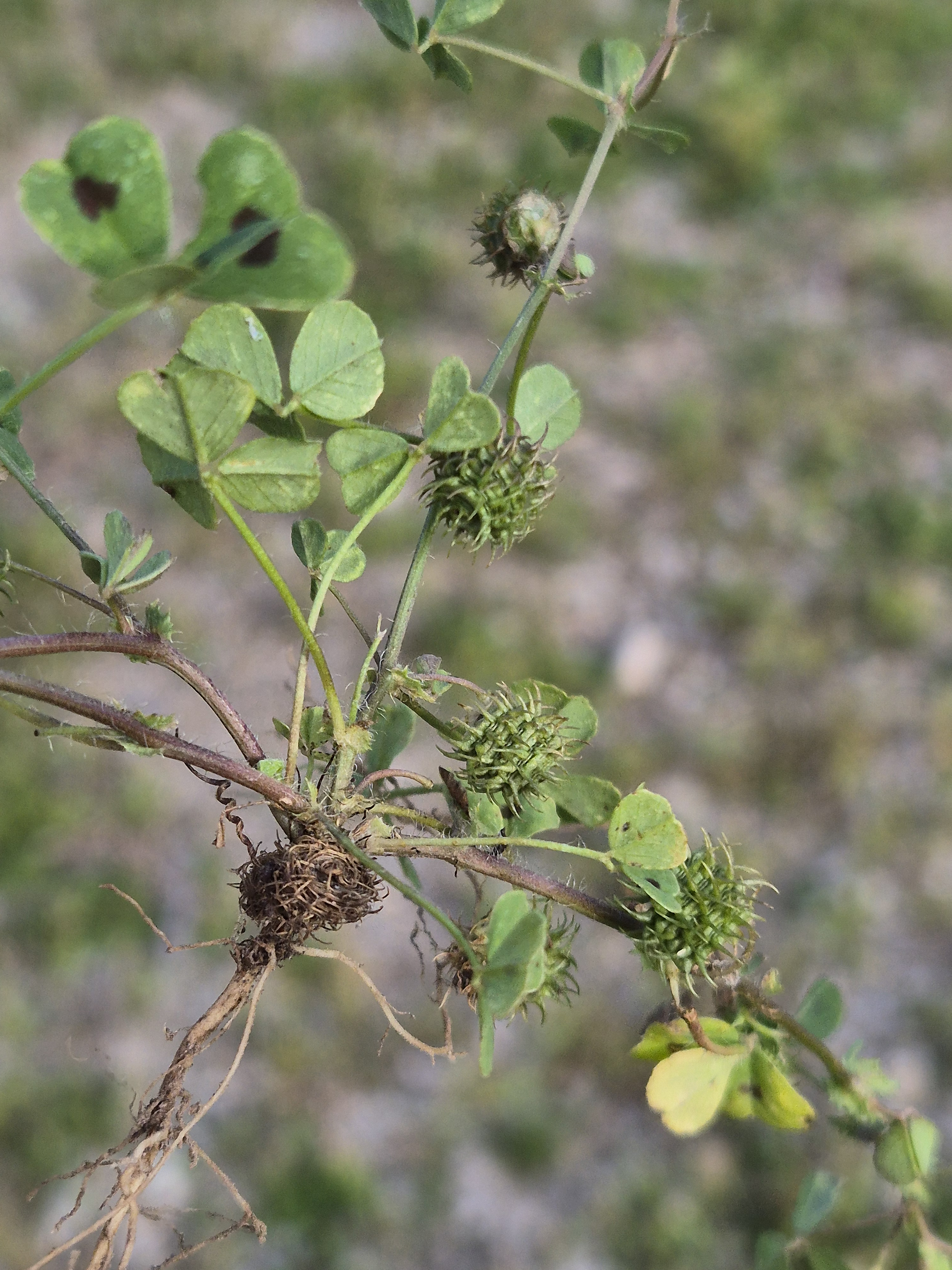
Arabischer Schneckenklee aus der Frucht ausgekeimt

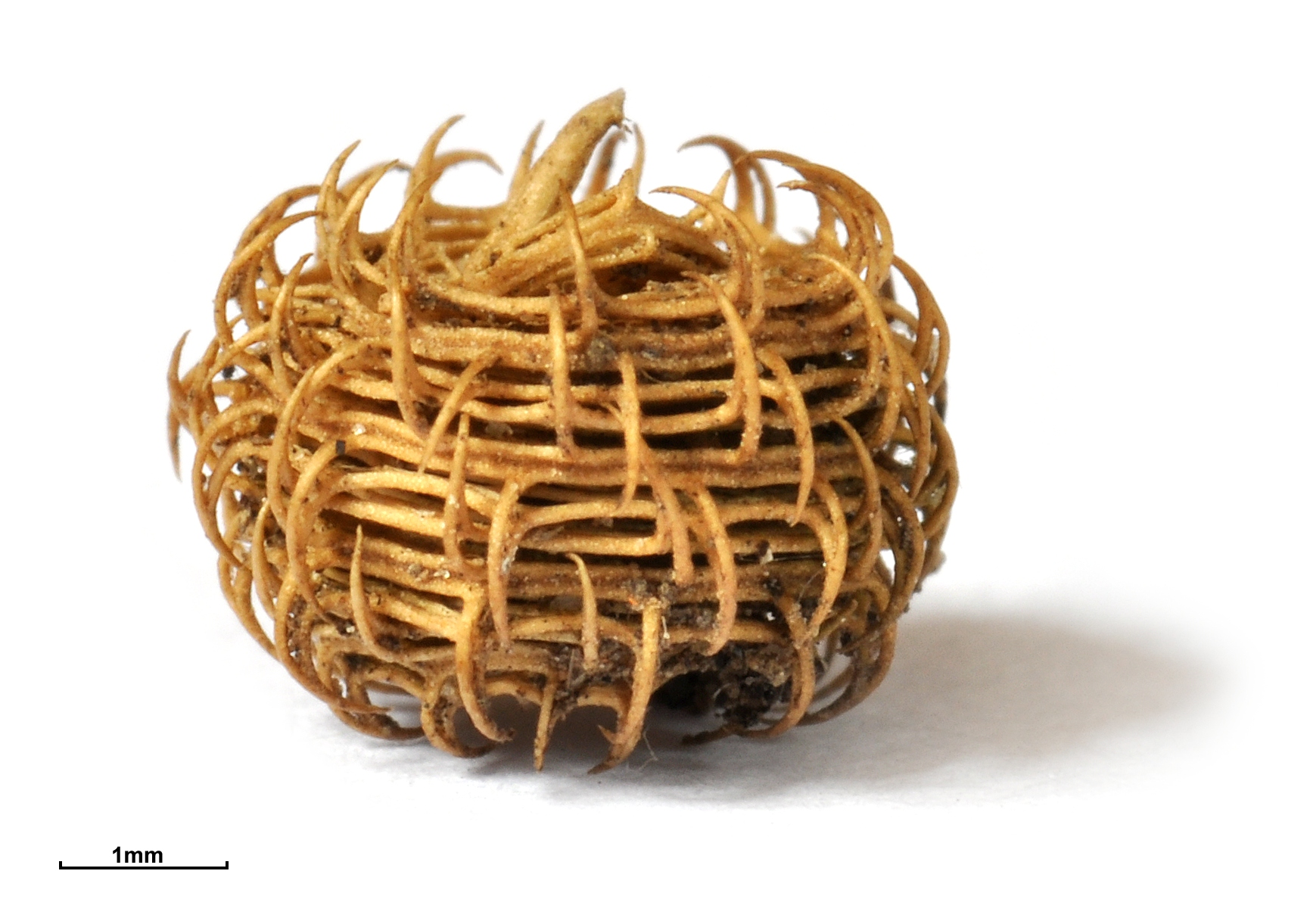
Reife Hülsenfrucht

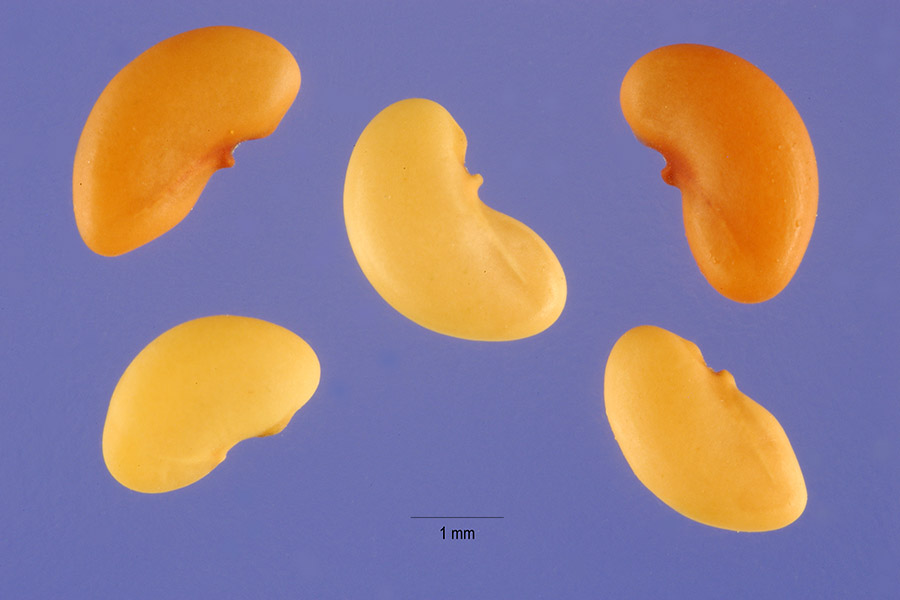
Samen

### Vegetative Merkmale
Der Arabische Schneckenklee wächst als einjährige krautigen Pflanze. Der niederliegenden bis aufrechten Stängel sind abstehend behaart und 15 bis 50 Zentimeter lang. Die wechselständigen Laubblätter setzen sich „kleeartig“ aus jeweils drei breit-eiförmigen bis herzförmigen Blättchen zusammen. Die Blättchen sind unterseits anliegend behaart, oberseits kahl und charakteristischerweise in der Mitte braunrot oder purpur-schwarz gefleckt.

### Generative Merkmale
Die Blütezeit reicht von April bis Juni. Der traubige Blütenstand enthält ein bis fünf Blüten. Die zwittrigen Blüten sind zygomorph und fünfzählig mit doppelter Blütenhülle. Die gelben Kronblätter stehen in der typischen Form einer Schmetterlingsblüte zu einer 4,5 bis 7,5 Millimeter langen Krone zusammen. Die Fahne ist länger als das Schiffchen und das Schiffchen ist länger als die Flügel. Es findet Insektenbestäubung statt.
Die bei einem Durchmesser von 5 bis 10 Millimetern kugelige, zunächst grüne, später gelbe und zuletzt braune Hülsenfrucht weist drei bis sechs gerollte Windungen auf und hat innen Querwände; nach außen ist sie mit – oft gekrümmten – Stacheln besetzt, jedoch nicht behaart. Die Ausbreitung der Diasporen erfolgt über den Wind beziehungsweise Klettanhaftung der hakigen Hülsenfrüchte an Tieren (Epichorie).
Die Chromosomengrundzahl beträgt n = 8; es liegt Diploidie vor, als 2n = 16.

## Verwechslung mit anderen Arten
Mögliche Verwechslungsarten sind unter anderem Zwerg-Schneckenklee (Medicago minima), Medicago polymorpha (innerhalb dessen der Arabische Schneckenklee zeitweilig als eine Varietät aufgefasst wurde) und weitere, unbeständig eingeschleppte, vielgestaltige Medicago-Sippen.

## Vorkommen
Die ursprüngliche Heimat des Arabischen Schneckenklees liegt im Mittelmeerraum. Er ist vereinzelt im mitteleuropäischen Tiefland, am unteren Main, am mittleren Neckar und im südwestlichen Schweizer Jura eingeschleppt worden und dort recht beständig verwildert. In Deutschland beispielsweise gilt er als fest eingebürgerter, wenn auch seltener Neophyt und kam schon Mitte bis Ende des 19. Jahrhunderts (konkrete Jahresangabe: 1862) hier vor.
Der Arabische Schneckenklee gedeiht in Mitteleuropa am besten auf mäßig trockenen, nährstoffreichen, stickstoffreichen, frischen Kies- oder Lehmböden. Er gedeiht in wintermild-sommerwarm-feuchten Klimalagen. Standorte sind vor allem lückige, therophytenreiche Ruderalfluren an Wegen, auf Dämmen, Schutt- und Umschlagplätzen, an Gleisanlagen, in Glatthaferwiesen und in angesäten Zierwiesen. Der Arabische Schneckenklee besiedelt in Mitteleuropa Ödland und Wegränder, seltener Brachen oder Äcker. Er wächst in Gesellschaften der Ordnungen Sisymbrietalia oder Arrhenatheretalia.
Die ökologischen Zeigerwerte nach Landolt et al. 2010 sind in der Schweiz: Feuchtezahl F = 2 (mäßig trocken), Lichtzahl L = 4 (hell), Reaktionszahl R = 3 (schwach sauer bis neutral), Temperaturzahl T = 5 (sehr warm-kollin), Nährstoffzahl N = 4 (nährstoffreich), Kontinentalitätszahl K = 2 (subozeanisch), Salztoleranz 1 = tolerant.

## Taxonomie
Der Arabische Schneckenklee wurde 1753 als Varietät Medicago polymorpha var. arabica von Carl von Linné in Species Plantarum, Tomus 2, S. 780 erstbeschrieben. Diese Varietät wurde 1762 von William Hudson in Flora Anglica, S. 288 als Art Medicago arabica (L.) Huds. eingestuft. Den Namen hatte Linné von Joachim Camerarius dem Jüngeren übernommen, der die Sippe 1588 schon als Medica arabica bezeichnet hatte.

## Geschichte
Die Flecken auf den Blättern wurden als Blutstropfen vom Kreuz Christi gedeutet.